# Oleksandr Syrskyj
Oleksandr Stanislavovyč Syrskyj (* 26. července 1965) je ukrajinský generálplukovník, od roku 2019 velitel ukrajinských pozemních sil a od února 2024 velitel ukrajinských ozbrojených sil. Na začátku ruské invaze na Ukrajinu zahájené v únoru 2022 byl velitelem obrany Kyjeva. V září 2022 velel ukrajinské protiofenzívě v Charkovské oblasti.

## Život
Syrskyj se narodil v roce 1965 ve Vladimirské oblasti v Ruské SFSR, tehdy v Sovětském svazu. Jeho rodiče a bratr stále žijí v Rusku. V 70. letech byl jeho otec převelen do Charkova v Ukrajinské SSR, kde Syrskyj vystudoval střední školu. V roce 1986 vystudoval vyšší vojenskou velitelskou školu v Moskvě a poté sloužil u dělostřelectva Sovětské armády v Afghánistánu, Tádžikistánu a Československu. Ještě před rozpadem Sovětského svazu se usadil na Ukrajině v Poltavské oblasti. Oženil se s Ukrajinkou a má dva syny. Jeden z jeho synů žije v Austrálii.
V roce 1993, po rozpadu Sovětského svazu, byla jeho vojenská jednotka převedena pod ukrajinské velení a on byl rychle povýšen do pozice velitele pluku. V roce 1996 promoval na vojenské akademii v Kyjevě a v roce 2005 na téže univerzitě získal postgraduální titul.
Od roku 2013 byl prvním zástupcem náčelníka Hlavního velitelského střediska ozbrojených sil Ukrajiny a byl zapojen do tehdejších procesů spolupráce s NATO. V listopadu 2013 jménem ministerstva obrany projednával změny v ukrajinské armádě podle standardů NATO.

## Válka na Ukrajině
Od začátku války na východě Ukrajiny byl náčelníkem štábu tzv. protiteroristických operací, jak byla na Ukrajině oficiálně nazývána válka s proruskými separatisty ze samozvané Doněcké lidové republiky, která byla podporovaná Ruskem. Konkrétně byl jedním z hlavních velitelů protiteroristické operace během bitvy u Debalceva v zimě 2015, kdy se s náčelníkem generálního štábu ozbrojených sil Ukrajiny Viktorem Muženkem vydali přímo do města. Vedl bitvy ve Vuhlehirsku nebo ve vesnici Ridkodub a neúspěšný pokus dobýt zpět Logvinov. Koordinoval také stažení ukrajinské armády z Debalceva.
Byl vyznamenán Řádem Bohdana Chmelnického III. stupně a později získal hodnost generálporučíka na základě svého působení v bitvě u Debalceva.
V roce 2016 vedl Společné operační velitelství ozbrojených sil Ukrajiny, které koordinuje operační akce různých ukrajinských bezpečnostních sil na Donbasu. V roce 2017 byl velitelem Protiteroristické operace na východě Ukrajiny.
Od 5. srpna 2019 je Syrskyj velitelem pozemních sil Ozbrojených sil Ukrajiny. Dne 8. února 2024 byl prezidentem Zelenským jmenován vrchním velitelem ozbrojených sil Ukrajiny.

## Ocenění
- Řád Bohdana Chmelnického III. stupně (14. března 2015)
- Hrdina Ukrajiny (6. dubna 2022)